# José Ramón Montero
José Ramón Montero Gibert (Cádiz, 1948) es un politólogo español, catedrático en la Universidad Autónoma de Madrid.

## Biografía
Nacido en Cádiz en 1948, es catedrático en la Universidad Autónoma de Madrid desde 1991.
Es autor de obras como La CEDA. El catolicismo social y político en la Segunda República (Ediciones de la Revista de Trabajo, 1977), sobre la Confederación Española de Derechas Autónomas; El control parlamentario (Tecnos, 1984), junto a Joaquín García Morillo; Democracy in Modern Spain (Yale University Press, 2004), junto a Richard Gunther y Joan Botella; o The Politics of Spain (Cambridge University Press, 2009), de nuevo junto a Richard Gunther; entre otras.
Ha sido también editor junto a Thomas Jeffrey Miley, de los siete volúmenes de Juan Linz. Obras escogidas  (Centro de Estudios Políticos y Constitucionales, 2008-2013), selección de textos de Juan Linz, Además de esta, ha sido editor de diversas obras sobre política española, entre ellas Partidos políticos. Viejos conceptos y nuevos retos (Fundación Alfonso Martín Escudero/Editorial Trotta, 2007), junto a Richard Gunther y Juan Linz . Fue igualmente coordinador de Ciudadanos, asociaciones y participación en España (Centro de Investigaciones Sociológicas, 2006), junto a Joan Font y Mariano Torcal Loriente.